# Karl von Plettenberg
Karl Freiherr von Plettenberg (Neuhaus, 18. prosinca 1852. -  Bückeburg, 10. veljače 1936.) je bio njemački general i vojni zapovjednik. Tijekom Prvog svjetskog rata zapovijedao je Gardijskim korpusom na Zapadnom i Istočnom bojištu.

## Vojna karijera
Karl von Plettenberg rođen je 18. prosinca 1852. u Neuhausu. Sin je Eugena von Plettenberga i Minette von der Borch. Plettenberg je u prusku vojsku stupio 1870. godine, te je sudjelovao u Prusko-francuskom ratu. Nakon rata pohađa Prusku vojnu akademiju, te služi u raznim vojnim jedinicama. U lipnju 1906. postaje zapovjednikom 22. divizije smještene u Kasselu kojom zapovijeda sve do travnja 1910. kada dobiva zapovjedništvo nad IX. korpusom smještenim u Altoni. Nakon toga Plettenberg služi kao pobočnik cara Vilima II., da bi u ožujku 1913. postao zapovjednikom prestižnog Gardijskog korpusa.

## Prvi svjetski rat
Na početku Prvog svjetskog rata Gardijski korpus nalazio se u sastavu 2. armije kojom je zapovijedao Karl von Bülow. Zapovijedajući navedenim korpusom Plettenberg sudjeluje u Graničnim bitkama i Prvoj bitci na Marni.
Početkom 1915. Plettenberg je s Gardijskim korpusom premješten na Istočno bojište u sastav novoformirane 11. armije. Na Istočnom bojištu sudjeluje u izuzetno uspješnoj ofenzivi Gorlice-Tarnow, te je za sudjelovanje i zapovijedanje u istoj 14. svibnja 1915. odlikovan ordenom Pour le Mérite.
Plettenberg je smijenjen sa zapovjedništva Gardijskog korpusa u siječnju 1917. Tada je naime, kritizirao vođenje rata od strane Ludendorffa i Hindenburga za što je smijenjen, te stavljen na raspolaganje.  

## Poslije rata
Plettenberg do kraja rata nije dobio novo zapovjedništvo. Nakon rata vratio se u Bückeburg gdje je živio do kraja života i u kojem je jedna ulica imenovana njegovim imenom. 
Karl von Plettenberg preminuo je 10. veljače 1938. godine u 86. godini života u Bückeburgu. 

## Vanjske poveznice
(eng.) Karl von Plettenberg na stranici Prussianmachine.com

(njem.) Karl von Plettenberg na stranici Deutschland14-18.de